# Echo (You and I)
«Echo (You and I)» (укр. Відлуння (Ти і я)) — пісня індонезійсько-французької співачки Anggun, з якою вона представляла Францію на пісенному конкурсі Євробачення 2012.